# Le Sourd
Le Sourd é uma comuna francesa na região administrativa de Altos da França, no departamento de Aisne. Estende-se por uma área de 7,36 km². Em 2010 a comuna tinha 171 habitantes (densidade: 23,2 hab./km²).